# Íñigo Fernández de Velasco, II duca di Frías
Íñigo Fernández de Velasco, nome completo Íñigo Fernández de Velasco y López de Mendoza (1462 – 17 settembre 1528), è stato un nobile spagnolo.
Fu secondo duca di Frías, quarto conte di Haro, ottavo Connestabile di Castiglia, signore della Casa de Velasco, Cavaliere dell'ordine del Toson d'oro, Grande di Spagna.

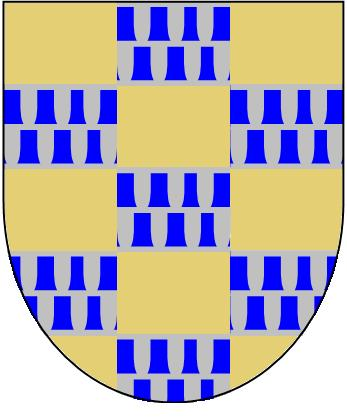
Stemma di famiglia

## Biografia
Fernández de Velasco era il figlio di Juan Fernández de Velasco e di Mencía de Mendoza y Figueroa, ed ereditò il titolo dal suo fratello maggiore Bernardino, che non aveva eredi maschi legittimi. Sposò María de Tovar, signora di Berlanga, con la quale ebbe sei figli:
- Pedro Fernández de Velasco
- Juan Sancho de Tovar
- Mencía de Velasco
- María de Velasco, monaca
- Isabel de Velasco
- Juana de Velasco, monaca

Prese parte alla guerra delle comunità di Castiglia, e condusse l'esercito reale alla vittoria alla battaglia di Villalar.